# Ельдар Кулієв
Ельдар Тофік огли Кулієв (азерб. Eldar Tofiq oğlu Quliyev; 18 січня 1941, Баку — 16 квітня 2021, там же) — радянський та азербайджанський кінорежисер, сценарист і актор. Народний артист Азербайджанської РСР (1982), лауреат Державної премії Азербайджанської РСР (1978).

## Біографія
Народився 18 січня 1941 року у Баку. У 1960—1966 роках навчався на режисерському факультеті Всесоюзного державного інституту кінематографії на курсі Сергія Герасимова. Після закінчення інституту працював на кіностудії «Азербайджанфільм».
Вперше серйозно заявив про себе 1969 року з виходом фільму «У цьому південному місті». У своїх фільмах 70-х років переважно досліджував тему становлення характерів молодого покоління. 1977 року за фільм «Бухта Радості» отримав Державну премію Азербайджанської РСР. У 1983 році був удостоєний призу Всесоюзного кінофестивалю за фільм «Нізамі».
1987 року став керівником експериментальної молодіжної творчої студії «Дебют», де передавав свої знання та досвід молодим кінематографістам.
До останнього дня залишався професором кафедри кіно Азербайджанського державного університету культури та мистецтв.
Помер 16 квітня 2021 року в Баку від серцевого нападу.